# Ignatius Gottfried Kaim
Ignatius Gottfried Kaim (n. 1746 – d. 1778) a fost un chimist austriac. În disertația sa De metallis dubiis publicată în 1770, Kaim descrie reducerea oxidului de mangan cu carbon și formarea unui metal fragil. Aceasta este prima descriere a metalului managan, cu câțiva ani înainte de mult mai cunoscuta sinteză a elementului, realizată de Johan Gottlieb Gahn în 1774.